# Владикинка
Влади́кинка (каз. Владыкинка) — село у складі Федоровського району Костанайської області Казахстану. Входить до складу Федоровського сільського округу.
Населення — 360 осіб (2021; 458 у 2009, 767 у 1999, 739 у 1989).